# Tratado de Londres (1518)
O Tratado de Londres (também designado por Tratado de Paz Universal), foi um pacto de não-agressão entre as grandes nações europeias, estabelecido em 1518. Os signatários foram a França, Inglaterra, Sacro Império Romano, o Papado, Espanha, Borgonha e os Países Baixos, em que todos acordaram não se atacar uns aos outros e auxiliarem todos os que forem atacados.
O tratado foi concebido e patrocinado pelo Cardeal Wolsey e por isso veio a ser assinado pelos embaixadores das nações interessadas em Londres. Este tratado foi uma resposta ao crescente poder do Império Otomano.[carece de fontes?]